# Lost Girls
Lost Girls ist ein Mystery-Thriller von Liz Garbus, der im Januar 2020 beim Sundance Film Festival seine Premiere feierte.

## Handlung
Die auf Long Island lebende Mari Gilbert treibt die Strafverfolgungsbeamten unermüdlich dazu an, nach ihrer vermissten, ältesten Tochter Shannan zu suchen. Als sie selbst beginnt, Nachforschungen anzustellen, findet sie heraus, dass Shannan Teil einer Online-Welt von Sexarbeiterinnen war, die sich hauptsächlich aus jungen Frauen, die aus der Arbeiterklasse stammen, zusammensetzte. Dabei gerät Mari auch in eine Reihe ungelöster Morde des Serienmörders von Long Island. Schließlich werden Shannan und mehrere andere Mädchen tot aufgefunden.

## Produktion

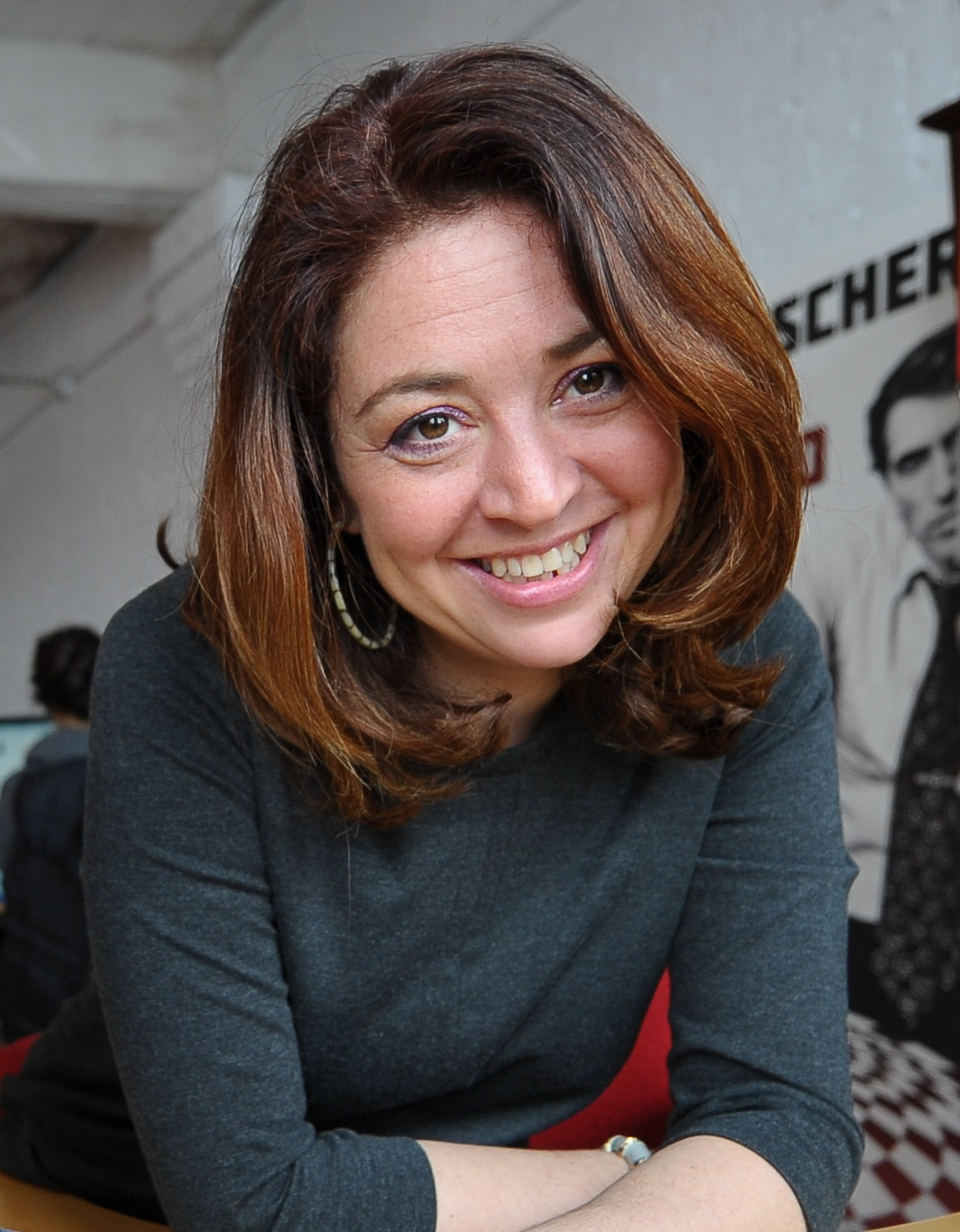
Regisseurin Liz Garbus

Der Film basiert auf dem Buch Lost Girls: An Unsolved American Mystery von Robert Kolker, in dem dieser die wahre Geschichte von Mari Gilbert erzählt, die  das Verschwinden ihrer Tochter untersuchte und öffentliche Aufmerksamkeit für den bis heute ungelösten Fall des Serienmörders von Long Island erzeugte.
Regie führte Liz Garbus, die in der Vergangenheit überwiegend Dokumentarfilme drehte. Die Hauptrolle der auf eigene Faust ermittelnden Mutter Mari Gilbert wurde mit Amy Ryan besetzt.
Mitte Januar 2020 wurde ein erster Trailer vorgestellt. Der Film wurde am 28. Januar 2020 beim Sundance Film Festival erstmals gezeigt und wurde am 13. März 2020 in das Programm von Netflix aufgenommen.

## Drehorte
Die Dreharbeiten begannen am 15. Oktober 2018 in New York und endeten am 27. November 2018. Southold diente als Drehort für den Gilgo Beach.

## Rezeption

### Kritiken
Der Film wurde bislang von 75 Prozent aller bei Rotten Tomatoes erfassten Kritiker positiv bewertet. Bei Metacritic erhielt der Film einen Metascore von 67 von 100 möglichen Punkten.

### Auszeichnungen
Miami Film Festival 2020
- Nominierung für den Marquee, Precious Gem Award[8]